# 109-й батальон шуцманшафта
109-й батальон шуцманшафта (нем. 109. Batalion Schutzmannschaft / Schutzmannschafts Bataillon 109 / Ukrainian Schuma, укр. 109-й батальйон шуцманшафту)— охранное подразделение германской вспомогательной охранной полиции (нем. Schutzpolizei), сформированное из местных коллаборационистов и военнопленных в октябре 1941 года в Виннице.
Сформирован в октябре 1941 года в Виннице из местных добровольцев и советских военнопленных. В феврале 1942 года в батальон вступили две сотни (роты) Буковинского куреня ОУН(м).
Командир батальона — Иван Омельянович-Павленко. Численность батальона составила около 400 человек. Ротами и взводами батальона командовали некоторые бывшие офицеры армии УНР. Командирами рот были, например, М. Фещенко-Чопивский, П. Лагода и П. Манченко.
Батальон действовал под украинским флагом, личный состав имел украинские национальные знаки различия. В начале 1942-го батальон около трёх недель дислоцировался в Виннице, затем переведён в Жмеринку. В конце 1942 года подразделение передислоцировано сначала в Полесье, позже в Белоруссию. Численность его на это время составляла 631 человек. В апреле 1943-го батальон перевели в Винницу, где он был пополнен местными добровольцами. Батальон действовал на внешнем кольце охраны ставки Гитлера «Вервольф» под Винницей.
Немецким командованием награждены «Отличием за храбрость для представителей восточных народов» (2 класса с мечами) командир батальона И. Омелянович-Павленко, его заместитель М. Фещенко-Чопивский, а также из командного состава — П. Лагода, П. Манченко, С. Савчук, И. Корбил, В. Гончарук, врач Проценко и ещё 21 служащий.
В июне 1943 года батальон переведён в Житомир. Омельянович-Павленко снят с командования частью. Номинальным командиром батальона становится Фещенко-Чопивский, но реально все командные должности занимают немецкие офицеры. Некоторое время батальон действовал в районе города Овруч Житомирской области против советского Житомирского партизанского соединения А. Сабурова. За время боевых действий 1942—1943 гг. в боях погибло 120 солдат или 20 % личного состава батальона. В июне-июле 1943-го батальон был вторично переброшен в Белоруссию, где он находился до марта 1944 года, после чего передислоцирован в Тернополь.
В марте 1944 года около 250 служащих подразделения ушли в лес к УПА, перебив при этом в ночном бою 200 человек, оставшихся верными немцам, в основном членов ОУН(м) — мельниковцев и бывших военнопленных, а остатки батальона влиты в 33-й полицейский полк СС.